# Unité urbaine d’Épernay
L'unité urbaine d’Épernay est une unité urbaine française centrée sur la commune d'Épernay, sous-préfecture et troisième ville du département de la Marne, dans la région Grand Est.

## Données générales
Dans le zonage réalisé par l'Insee en 1999, l'unité urbaine était composée de six communes.
Dans le zonage réalisé en 2010, l'unité urbaine était composée de sept communes, toutes situées dans le département de la Marne, plus précisément dans l'arrondissement d'Épernay.
Dans le nouveau zonage réalisé en 2020, elle est composée des sept mêmes communes.
En 2022, avec 29 189 habitants, elle représente la 3e unité urbaine du département de la Marne et occupe le 20e rang dans la région Grand Est.

## Composition 2020 de l'unité urbaine
Elle est composée des sept communes suivantes :
| Nom                    | Code Insee | Département | Statut       | Superficie (km2) | Population (dernière pop. légale) | Densité (hab./km2) | Modifier                                    |
| ---------------------- | ---------- | ----------- | ------------ | ---------------- | --------------------------------- | ------------------ | ------------------------------------------- |
| Épernay (ville-centre) | 51230      | Marne       | ville-centre | 22,69            | 22 022 (2022)                     | 971                | modifier les données · modifier les données |
| Dizy                   | 51210      | Marne       | banlieue     | 3,23             | 1 485 (2022)                      | 460                | modifier les données · modifier les données |
| Magenta                | 51663      | Marne       | banlieue     | 0,97             | 1 686 (2022)                      | 1 738              | modifier les données · modifier les données |
| Mardeuil               | 51344      | Marne       | banlieue     | 9,19             | 1 463 (2022)                      | 159                | modifier les données · modifier les données |
| Moussy                 | 51390      | Marne       | banlieue     | 2,81             | 744 (2022)                        | 265                | modifier les données · modifier les données |
| Pierry                 | 51431      | Marne       | banlieue     | 5,16             | 1 254 (2022)                      | 243                | modifier les données · modifier les données |
| Vinay                  | 51643      | Marne       | banlieue     | 3,09             | 535 (2022)                        | 173                | modifier les données · modifier les données |

## Évolution démographique
| 1968   | 1975   | 1982   | 1990   | 1999   | 2009   | 2014   | 2020   |
| ------ | ------ | ------ | ------ | ------ | ------ | ------ | ------ |
| 33 157 | 36 729 | 34 868 | 34 527 | 33 699 | 31 753 | 30 547 | 29 561 |

#### Données générales
- Unité urbaine
- Aire d'attraction d'une ville
- Aire urbaine (France)
- Liste des unités urbaines de France

#### Données démographiques en rapport avec l'unité urbaine d'Épernay
- Aire d'attraction d'Épernay
- Arrondissement d'Épernay

#### Données démographiques en rapport avec la Marne
- Démographie de la Marne